# Traffik - In trappola
Traffik - In trappola (Traffik) è un film del 2018 diretto da Deon Taylor.
Pellicola thriller sceneggiata dallo stesso regista, con protagonisti Paula Patton e Omar Epps.

## Trama
Una coppia di fidanzati, John e Brea, decide di passare, su idea dell'amico Darren, alcuni giorni in montagna in una lussuosa villa di proprietà della società di Darren. Quest'ultimo infatti desidera aiutare John a dichiararsi nei confronti di Brea per chiederle di sposarlo. Brea non sospetta minimamente ciò, tuttavia accetta la vacanza per potersi distrarre dal suo recente licenziamento: il direttore per cui lavorava come giornalista non credeva che il rapporto lavorativo fra lei e il giornale in questione potesse continuare. Arrivati ad una stazione di servizio, i due si imbattono in strani individui: Brea conosce una donna che sembra estremamente intimorita da un uomo, mentre John litiga con alcuni motociclisti dopo che questi gli rivolgono insulti razzisti. La coppia viene salvata dallo sceriffo locale (una donna), ma uno dei motociclisti li insegue per un lungo pezzo di strada. Successivamente il capo di questi motociclisti, che altri non è che un uomo con cui Brea aveva interagito nella stazione di servizio, li rimprovera per aver rischiato di mandare all'aria i loro piani con una bravata.
Quella sera, dopo un iniziale momento di tranquillità, John e Brea vengono raggiunti improvvisamente da Darren e dalla sua fidanzata Malia, che è una grande amica di Brea e che era stata convinta da Darren che la coppia fosse d'accordo sul fare una vacanza tutti insieme. Darren è furioso, tuttavia la situazione si distende finché Brea non trova un telefonino satellitare che non le appartiene nella sua borsetta. La giornalista capisce che è stata la ragazza della stazione di servizio a mettercelo e, interpretando una sua frase criptica, riesce a sbloccarlo. Il telefonino è pieno di foto di donne tenute in cattività e picchiate: Brea e John vorrebbero consegnarlo alla polizia, tuttavia Darren è spaventato dalle conseguenze che far venire la polizia lì potrebbe avere sulla sua attività. Ne consegue un litigio in cui Darren rivela che anni prima John e Malia hanno avuto un rapporto sessuale, e così Malia va via infuriata.
Subito dopo la ragazza della stazione di servizio si presenta alla porta: Brea e John vorrebbero convincerla a denunciare i suoi aguzzini, tuttavia la situazione degenera e questi ultimi uccidono sia Darren (che prova ad affrontarli con una pistola) che la ragazza. Sebbene abbiano recuperato il telefonino, i criminali danno comunque la caccia a John e Brea. Dopo una lotta, la coppia si rifugia nella casa di un anziano: Brea riesce ad inviare una mail con alcune foto, copiate precedentemente nel proprio cellulare, al suo ex direttore. I criminali fanno irruzione nella casa, riescono a uccidere il proprietario e dopo un po' anche John: solo a questo punto Brea scopre l'anello nuziale che l'uomo aveva con sé. L'arrivo della polizia (precedentemente chiamata dalla casa) sembra risolvere la situazione: lo sceriffo è tuttavia complice dei malviventi e, dopo aver sparato a un suo collega, lascia Brea in balia degli aguzzini: si tratta infatti di una banda che gestisce un traffico di esseri umani.
Brea viene rinchiusa in una cella insieme a Malia, tuttavia riesce a liberarsi prima che gli aguzzini riescano a stuprarla. Rifugiatasi di nuovo presso la stazione di servizio, Brea fa in modo che la proprietaria chiami lo sceriffo mentre lei nel frattempo chiama l'ex direttore. Arrivata lì, lo sceriffo non può spararle a causa delle telecamere: opta dunque per arrestarla, ma non prima di averle rivelato come la sua banda sia soltanto parte di un ingranaggio più grande. L'ex direttore di Brea ha tuttavia avvertito gradi più alti della polizia che, arrivati sul posto, arrestano lo sceriffo e liberano le ragazze ancora prigioniere in virtù delle prove che Brea aveva fornito loro. A questo punto Brea è determinata a portare avanti una nuova missione: sgominare anche gli altri ingranaggi della macchina che gestisce il traffico di esseri umani.

## Distribuzione
La pellicola è stata distribuita nelle sale cinematografiche statunitensi il 20 aprile 2018.

## Accoglienza

### Incassi
Ha incassato a livello mondiale 9,5 milioni di dollari, di cui oltre il 96% guadagnati in Canada e Stati Uniti.

### Critica
Sull'aggregatore Rotten Tomatoes il film riceve il 28% delle recensioni professionali positive con un voto medio di 3,92 su 10 basato su 32 critiche, mentre su Metacritic ottiene un punteggio di 37 su 100 basato su 7 critiche.